# Perry Kitchen
Perry Allen Kitchen (Indianapolis, 29 febbraio 1992) è un ex calciatore statunitense, di ruolo centrocampista.

## Carriera

### Club

#### College e divisioni amatoriali
Kitchen entrò all'Università di Akron nel 2009, giocando per gli Akron Zips. Nel 2010, giocò anche per il Chicago Fire Premier, nella USL Premier Development League.

#### Major League Soccer
Nel 2011 fu scelto dal D.C. United al MLS SuperDraft. Esordì in Major League Soccer nella prima partita della stagione contro i Columbus Crew.
Grazie alle sue prestazioni, è stato eletto miglior calciatore della stagione 2013 della MLS.

#### Heart of Midlothian
Svincolatosi dal D.C. United, nel marzo del 2016 firma un contratto di due anni e mezzo con l'Heart of Midlothian.

### Nazionale
Giocò per gli Stati Uniti under 20, con cui partecipò anche al campionato continentale di categoria del 2011.
Debuttò nella nazionale maggiore l'8 febbraio 2015 in una gara amichevole contro il Panama.
Viene convocato per la Copa América Centenario negli Stati Uniti.

## Palmarès

### Club

#### Competizioni nazionali
- Lamar Hunt U.S. Open Cup: 1

DC United: 2013